# Corredor de Neum

Localização do Corredor de Neum.

O corredor de Neum ou Faixa de Neum é uma estreita faixa de terra da Bósnia e Herzegovina que separa fisicamente a Croácia em duas partes. O corredor de Neum é uma via de acesso da Bósnia e Herzegovina ao porto de Neum, no Mar Adriático, com aproximadamente 5 km de largura em seu ponto mais estreito, e é cercada pelo território croata (Condado de Dubrovnik-Neretva).
Desde 2022, as regiões croatas estão conectadas pela Ponte de Pelješac. 

## Origem
No final da Idade Média, a área ao redor de Neum era um ponto de discórdia entre a República de Veneza e a República de Ragusa. Com a Paz de Karlowitz em 1699, o corredor tornou-se território do Império Otomano, em parte porque a República de Ragusa queria impedir um maior fortalecimento de Veneza na região e, para esse propósito, deixou aos otomanos uma faixa de terra no noroeste como uma proteção contra a Dalmácia veneziana. Isto deu aos otomanos acesso ao Mar Adriático pela primeira vez. A faixa de terra posteriormente se tornou parte da Herzegovina. 

## Situação problemática para a Croácia
A localização do Corredor de Neum criou um problema para a Croácia, pois o tráfego rodoviário interno croata entre Ploče e Dubrovnik tinha que atravessar o território bósnio-herzegovino. 
A situação foi drasticamente agravada pela adesão da Croácia à União Europeia em 1 de julho de 2013. A fronteira com o Corredor de Neum tornou-se, portanto, a fronteira externa da UE, onde devem ser realizados controles pessoais e alfandegários adequados. Isso tornou o tráfego no Corredor de Neum significativamente mais complicado. O Ministério das Relações Exteriores da Croácia afirmou que cidadãos da UE podem passar pelo corredor com documento de identidade com foto e pertences pessoais isentos de impostos. No entanto, cidadãos de outros países devem passar por controles de fronteira e não podem atravessar o corredor com um visto de entrada única. Todos os proprietários de automóveis devem ter seguro de automóvel válido para a Bósnia e Herzegovina.
Para resolver este problema, a Croácia iniciou a construção da Ponte de Pelješac em 24 de outubro de 2007, fornecendo uma conexão com a península de Pelješac, contornando o Corredor de Neum. Por razões financeiras, a construção foi interrompida em 2010. A construção continuou em 2018 e foi concluída em 2022. 85% dos custos foram cobertos pela União Europeia.